# Dolní Žďár
Dolní Žďár település Csehországban, a Jindřichův Hradec-i járásban. Dolní Žďár Vydří, Číměř, Horní Pěna, Lásenice és Jindřichův Hradec településekkel határos. Lakosainak száma 157 fő (2024. január 1.).

## Népesség
A település lakosságának változását az alábbi diagram mutatja:
| Lakosok száma | 514  | 446  | 391  | 291  | 151  | 109  | 154  | 152  | 145  | 157  |
|               | 1869 | 1890 | 1921 | 1950 | 1980 | 2001 | 2017 | 2019 | 2022 | 2024 |